# Cartilage thyroïde
Ne doit pas être confondu avec glande thyroïde.

Larynx et cartilage thyroïde, vue antéro-latérale : 1. membrane thyro-hyoïdienne - 2. ligament thyro-hyoïdien médian - 3. incisure supérieure - 4. proéminence laryngée du cartilage thyroïde - 5. ligament crico-thyroïdien - 7. cartilage cricoïde - 8. trachée - 9. os hyoïde - 2 ligament thyro-hyoïdien latéral - 11. grande corne - 13. ligne oblique - 14. muscle crico-thyroïdien - 15. petite corne

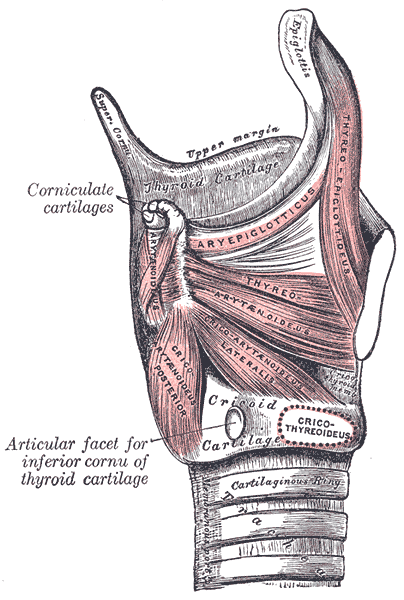
Vue latérale droite du larynx avec section partielle du cartilage thyroïde, avec mise en évidence des muscles intrinsèques. L'avant est à droite.

Le cartilage thyroïde est un des 3 cartilages impairs qui participent à la formation du larynx. Il est palpable à la face antérieure du cou, notamment au niveau de sa partie antérieure appelée la proéminence laryngée ou « pomme d'Adam ». Son développement est variable selon les sexes, plus important chez l'homme, ce qui constitue un caractère sexuel secondaire.

## Morphologie
Le cartilage thyroïde est situé au-dessus du cartilage cricoïde et au-dessous de l'os hyoïde.
Il a la forme d'un papillon, formé par les deux lames du cartilage thyroïde. Ce sont deux lames quadrilatères obliques en arrière et formant à l'avant un angle dièdre ouvert en arrière. Les deux lames font entre elles un angle de 90° chez l'homme et 120° chez la femme, saillant en avant et responsable de la proéminence laryngée, ou « pomme d'Adam » (nommée ainsi d'après une croyance populaire liée à la Bible).
Les faces antéro-externes des lames sont lisses. Près de leur bord postérieur se dessine un soulèvement formant la ligne (ou crête) oblique du cartilage thyroïde entre deux les tubercules supérieur et inférieur du cartilage thyroïde. Elle donne insertion dans sa partie inférieure au muscle sterno-thyroïdien et dans sa partie supérieure et en avant au muscle thyro-hyoïdien.
Latéralement sous le tubercule supérieur un orifice inconstant formant le foramen thyroïde peut laisser passer l'artère et la veine laryngée supérieure.
Les bords supérieurs des lames projettent en arrière un prolongement vers le haut : les cornes supérieures ou grandes cornes du cartilage thyroïde. À leur jonction médiale, les bords forment l'incisure ou l'échancrure supérieure du cartilage thyroïde. Sur ces bords s'insère la membrane thyro-hyoïdienne.
Les bords inférieurs des lames projettent en arrière un prolongement vers le bas : les cornes inférieures ou petites cornes du cartilage thyroïde. À leur jonction médiale, les bords forment l'incisure ou l'échancrure inférieure du cartilage thyroïde.
Le bord postérieur de chaque lame se prolonge en haut par le bord postérieur des cornes supérieures qui donne attache au ligament thyro-hyoïdien latéral et en bas par le bord postérieur de la corne inférieure qui s’articule avec la facette articulaire thyroïdienne du cartilage cricoïde.
Les faces postéro-médiales sont concaves et reçoivent sous l'échancrure supérieure l’insertion du  ligament thyro-épiglottique. En-dessous s'insèrent les cordes vocales et les muscles crico-thyroïdien et thyro-aryténoïdiens.

## Rapports
Le cartilage thyroïde s'articule avec le cartilage cricoïde sous-jacent et est relié à lui par le biais du ligament crico-tyroïdien. 
Il s'articule également avec le cartilage épiglottique en haut et est relié à lui par le ligament thyro-épiglottique. 
Sans être en contact avec l'os hyoïde, il est relié à lui par la membrane thyro-hyoïdienne.
Le cartilage thyroïde sert d'insertion à plusieurs muscles extrinsèques et intrinsèques du larynx. Les muscles extrinsèques sont les muscles sterno-thyroïdien, thyro-hyoïdien, constricteur inférieur du pharynx, stylo-pharyngien et palatopharyngien. Les muscles intrinsèques sont les muscles crico-thyroïdien et thyro-aryténoïdiens.
La glande thyroïde n'est en rapport avec le cartilage thyroïde qu'au niveau de la partie postéro-inférieure des lames latérales du cartilage. Celles-ci sont en rapport avec les extrémités supérieures des lobes de la glande.

## Développement
Le développent du cartilage thyroïde diffère entre l'homme et la femme au cours de la puberté, il s'agit donc d'un caractère sexuel secondaire. Tout comme les autres structures du larynx, ce cartilage s'élargit de manière significativement plus importante chez l'homme. Ainsi, la pomme d'Adam est plus saillante sous la peau chez l'homme. Par ailleurs les femmes ont un tissu adipeux plus développé, participant à masquer la pomme d'Adam[réf. nécessaire].

## Abord chirurgical
La chondrolaryngoplastie est une intervention de réduction de volume du cartilage.

## Galerie

Différentes vues du larynx
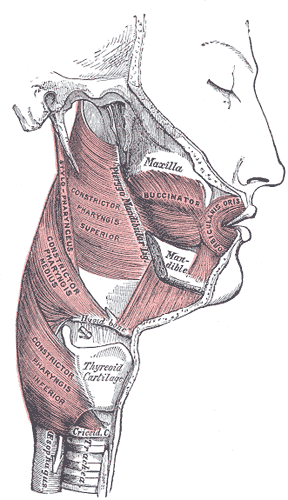
Cartilage thyroïde en situation.
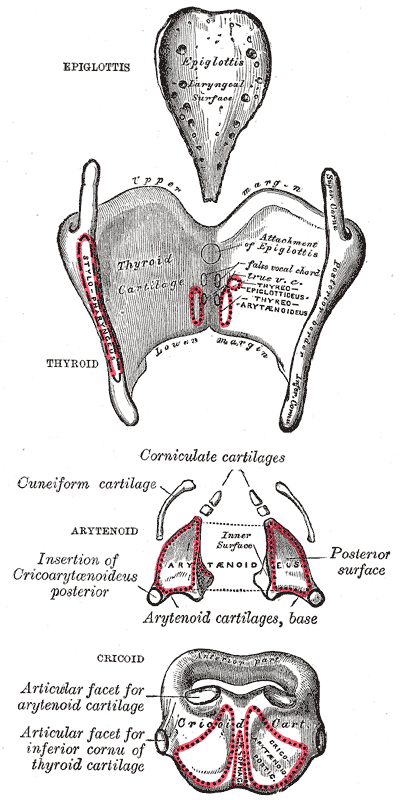
Cartilages du larynx : vue postérieure.
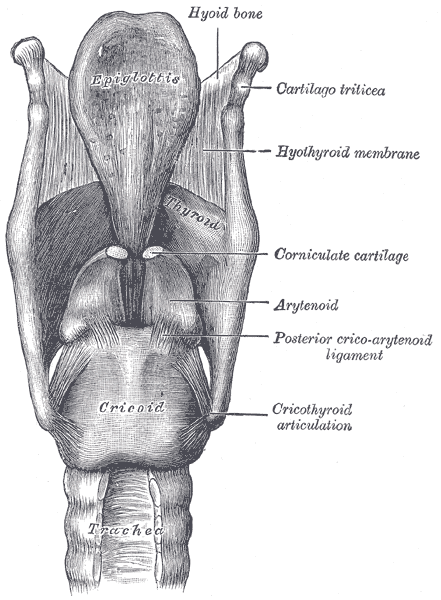
Larynx : vue postérieure des ligaments.
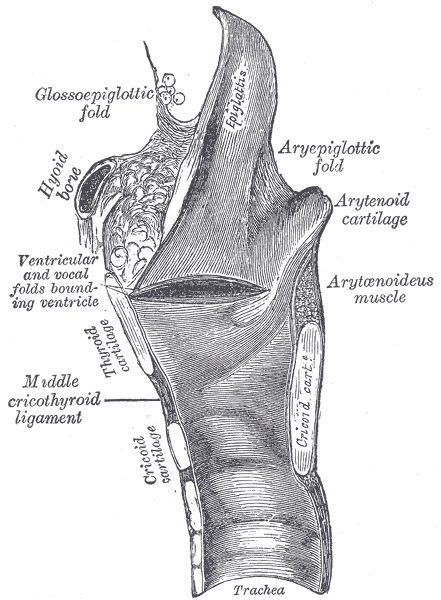
Coupe sagittale du larynx.
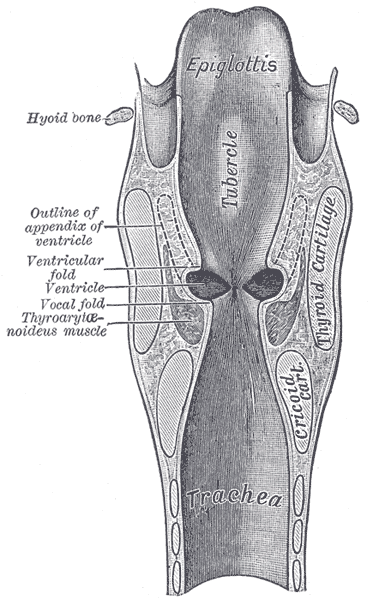
Coupe coronale du larynx.
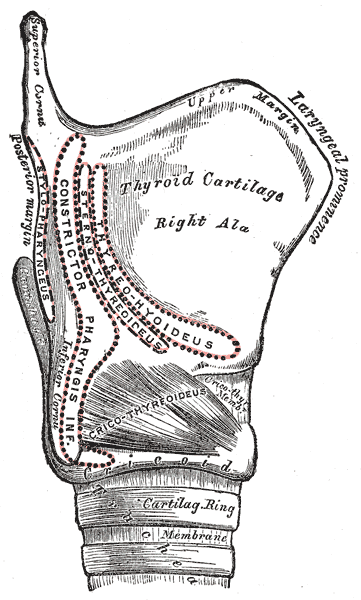
Larynx : vue latérale des insertions des muscles.
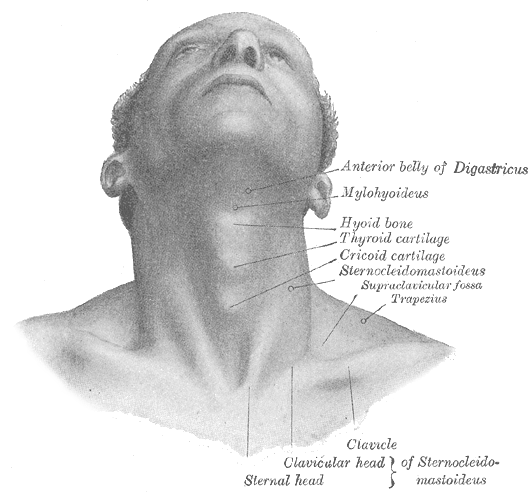
Cou : vue antérieure.
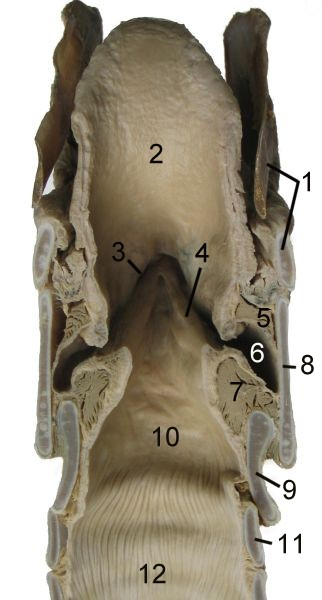
Larynx de cheval : coupe coronale.